# Macaé EFC
Macaé Esporte Futebol Clube – brazylijski klub piłkarski z siedzibą w Macaé w stanie Rio de Janeiro.

## Historia
Macaé Esporte Futebol Clube został założony 17 lipca 1990 jako Botafogo Futebol Clube. W 1994 klub odniósł pierwszy sukces wygrywając mistrzostwa miasta Macaé - Campeonato Citadino de Macaé. Ten sukces powtórzył rok później. W 1998 klub wygrał rozgrywki trzeciej ligi stanowej Rio de Janeiro. W tym samym roku klub zmienił nazwę na obecną - Macaé Esporte Futebol Clube.
W drugiej lidze stanowej klub występował do 2007 roku, kiedy to po raz pierwszy awansował do pierwszej ligi stanowej. W swoim pierwszym sezonie w elicie stanowej Macaé zajęło 8. miejsce, dzięki czemu zakwalifikowało się do rozgrywek Campeonato Brasileiro Série C. W Série C klub szybko odpadł już w pierwszej fazie rozgrywek. W 2009 klub zajął 5. miejsce w rozgrywkach, dzięki czemu zakwalifikował się do nowo utworzonych rozgrywek Campeonato Brasileiro Série D. Macaé dotarł do finału rozgrywek Série D, w którym uległ São Raimundo Santarém. Mimo porażki klub awansował do Série C. W sezonie 2010 Macaé było blisko awansu do Série B, przegrywając w ćwierćfinale z Criciúmą zajęło ostatecznie 5. miejsce.

## Sukcesy
- 4 sezony w Campeonato Brasileiro Série C: 2008, 2010-.

## Reprezentanci Brazylii grający w klubie
- Donizete
- Marquinhos

## Trenerzy klubu
- Tita (2007-2008)